# Herpystis
Herpystis là một chi bướm đêm thuộc phân họ Olethreutinae trong họ Tortricidae.

## Các loài
- Herpystis assimulatana Kuznetzov, 1997
- Herpystis avida Meyrick, 1911
- Herpystis cuscutae Bradley, 1968
- Herpystis iodryas Meyrick in Caradja & Meyrick, 1937
- Herpystis jejuna Meyrick, 1916
- Herpystis maurodicha Clarke, 1976
- Herpystis mica Kuznetzov, 1988
- Herpystis mimica Clarke, 1976
- Herpystis pallidula Meyrick, 1912
- Herpystis rusticula Meyrick, 1911
- Herpystis theodora Clarke, 1976
- Herpystis tinctoria Meyrick, 1916